# Kongakut

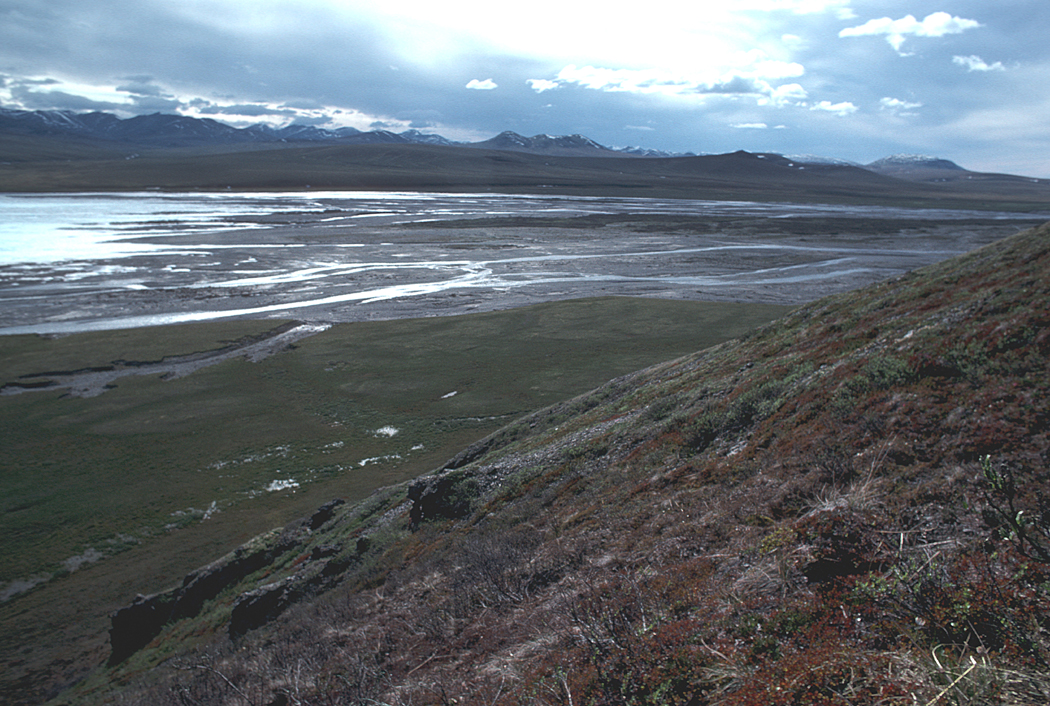
la rivière Kongakut en été

La rivière Kongakut est une rivière d'Alaska aux États-Unis, dans le Borough de North Slope, de 177 km de long.
Elle prend sa source dans les montagnes Davidson, dans le Refuge faunique national Arctic, et coule en direction du nord-est pour se jeter dans la Mer de Beaufort.

### Sources
- GNIS